# Kiyotsugu Hirayama
Hirayama Kiyotsugu (jap. 平山 清次; * 13. Oktober 1874 in Sendai; † 8. April 1943 in Tokio) war ein japanischer Astronom.

## Biografie
Hirayama war der einzige Sohn eines Schiffbauers. Er wuchs in Sendai auf, wo er Klassisches Chinesisch, Fremdsprachen und Allgemeinwissenschaften erlernte. Ab 1894 besuchte er die kaiserliche Universität Tokio. Nach seinem Abschluss im Jahr 1897 im Hauptfach Astronomie arbeitete er am Tokyo Astronomical Observatory, welches der Universität angegliedert war. Seine Hauptaufgabe war die Gewinnung Geodätischer Daten aus der Bestimmung von Längen- und Breitengraden durch astronomische Beobachtungen. Zu diesem Thema machte er mehrere Veröffentlichungen in den Astronomischen Nachrichten. 1906 wurde er auf die besetzte Insel Sachalin geschickt, um den 50. Breitengrad nach Ende des Russisch-Japanischen Krieges (1904–1905) als Grenze genau zu bestimmen. Nach seiner Rückkehr wurde er 1906 zum wissenschaftlichen Assistenten befördert. Zu seinen Aufgaben gehörte auch die Berechnung der Ephemeriden von Planeten und des Mondes.
1911 wurde er Doktor der Naturwissenschaften. 1916 ging er in die USA, um an der Universität Yale Himmelsmechanik zu studieren. Dort wirkte er an einem Teil der Studie von Ernest William Brown zur Mondbewegung mit. In Yale wurde sein Interesse für Asteroiden geweckt.
Nach seiner Rückkehr nach Tokio veröffentlichte er 1918 seine Theorie zu Asteroidenfamilien. 1919 wurde er zum Professor befördert, wodurch er auch unterrichtete. Zudem setzte er sich mit der Geschichte der Astronomie auseinander und veröffentlichte zu den Themen Sonnenfinsternis, Halleyscher Komet, Leoniden und Kometen.
1935 ging er in Rente und verstarb am 8. April 1943.

## Wissenschaftliche Arbeit
Bekannt wurde er für seine Entdeckung, dass mehrere Asteroiden aufgrund ähnlicher Umlaufbahnen, Bahnneigung und Exzentrizität zu Asteroidenfamilien zugeordnet werden können. Eine Familie ist dabei aus dem Zerfall eines größeren Planetoiden durch Kollisionen entstanden. Diese Familien werden auch Hirayama-Familien genannt. Das größte Objekt einer Gruppe ist dabei deren Namensgeber. Bei seiner ersten Veröffentlichung 1918 beschrieb er die Gruppen der Themis-, Eos- und Koronis-Familie. Durch seine Analyse der Bahndaten von über 1000 Asteroiden kamen in den 1920ern die Maria-, Phocaea-, Flora- und Pallas-Familie hinzu.

## Namensgeber
- Der Asteroid (1999) Hirayama trägt seinen Namen.
- Der 132 km große Mondkrater Hirayama 6° 6′ 0″ S, 93° 30′ 0″ O wurde nach ihm und dem Astronomen Shin Hirayama benannt.
- Asteroidenfamilien werden ihm zu Ehren auch Hirayama-Familie genannt.

## Sonstiges
Kiyotsugu Hirayama wird teilweise mit dem Astronomen Shin Hirayama (1868–1945) verwechselt, der ebenfalls an der Universität Tokio bis 1928 Professor war. Shin Hirayama beobachtete als erster die Asteroiden (498) Tokio und (727) Nipponia. Da er aber nicht deren Umlaufbahn bestimmen konnte, wurde ihre Entdeckung anderen Astronomen zugeschrieben.

## Publikationen (Auswahl)
- „On a systematic error of the latitude observed with a zenith telescope“ in „Astronomische Nachrichten“, Band 176 (1907)
- „Halley’s Comet in Japanese history“ in „The Observatory“, Nr. 33, Seiten 130–133 (1910)
- „On the comets of A.D. 373 and 374“ in „The Observatory“, Nr. 34, Seiten 193–199 (1911)
- „Groups of Asteroids Probably of Common Origin“ in „Astronomical Journal“, Nr. 31, Seiten 185–188 (1918)
- „Further Note on the Families of Asteroids“ in „Journal of the Physical Society of Japan“, Nr. 1 (1919)
- „New Asteroids Belonging to the Families“ in „Journal of the Physical Society of Japan“, Nr. 2 (1920)
- „Families of Asteroids“ in „Japan Journal of Astronomy and Geophysics“, Nr. 1 (1922)
- „Families of the Asteroids, Second Paper“ in „Japan Journal of Astronomy and Geophysics“, Nr. 5 (1927)
- „Records of Leonids in the Far East“ in „The Observatory“, Nr. 52, Seiten 241–246 (1929)
- „Calendrical and Time Systems“ in „Tokyo, Kouseisya“ (1933)
- „Present state of the families of asteroids“ in „The Proceeding of the Imperial Academy of Japan“, Nr. 9, Seiten 482–485 (1933)

Quelle: